# Wilhelm Deppe (Politiker)
Wilhelm Deppe (* 25. Juli 1843 in Ilfeld; † 20. Juli 1904 in Bückeburg) war Jurist und Mitglied des Deutschen Reichstags.

## Leben
Deppe besuchte das Pädagogium in Ilfeld und von 1862 bis 1866 die Universität Göttingen, wo er Rechtswissenschaften studierte. Ab 1867 war er im Staatsdienst. Von 1872 bis 1875 war er Amtsassessor in Hagenburg und von 1879 bis 1891 Staatsanwalt in Bückeburg. Zwischen 1891 und 1894 war er Landrat von Bückeburg.
Ab 1894 war er Landgerichtspräsident in Bückeburg, ab 1892 Mitglied des Schaumburg-Lippischen Landtags und ab 1899 Präsident desselben.
Ab 1903 war er Mitglied des Deutschen Reichstags für den Reichstagswahlkreis Fürstentum Schaumburg-Lippe (Bückeburg, Stadthagen). Obwohl Mitglied der Nationalliberalen Partei, zu deren linkem Flüge er gezählt wurde, schloss er sich im Reichstag keiner Fraktion an, da er als Kompromisskandidat der Konservativen, des Bundes der Landwirte und der Rechtsliberalen nominiert worden war.